# Escut de Penàguila
L'escut de penàguila és el símbol representatiu oficial de Penàguila, municipi del País Valencià, a la comarca de l'Alcoià. Té el següent blasonament:
| « | Escut quadrilong de punta redona. En camp d'argent, una penya del natural somada d'una àguila de sable. En cap, cairó amb les armes reials de València: d'or, quatre pals de gules. Al timbre, corona reial oberta. | » |

## Història
L'escut es rehabilità per Resolució del 9 de setembre de 2002, del conseller de Justícia i Administracions Públiques, publicada en el DOGV núm. 4.347, de l'1 d'octubre de 2002.
Es tracta d'un escut històric d'ús immemorial. Tradicionalment Penàguila ha tingut unes armes parlants que al·ludeixen al nom de la localitat: una penya amb una àguila al damunt. Els quatre pals fan referència al seu caràcter de vila reial, amb representació a les Corts.